# Yorkshire (Nova York)
Yorkshire és una concentració de població designada pel cens dels Estats Units a l'estat de Nova York. Segons el cens del 2000 tenia 1.403 habitants.

## Demografia
Segons el cens del 2000, Yorkshire tenia 1.403 habitants, 611 habitatges, i 378 famílies. La densitat de població era de 292,8 habitants per km².
Dels 611 habitatges en un 28,5% hi vivien nens de menys de 18 anys, en un 47,3% hi vivien parelles casades, en un 9,2% dones solteres, i en un 38,1% no eren unitats familiars. En el 30,3% dels habitatges hi vivien persones soles el 14,1% de les quals corresponia a persones de 65 anys o més que vivien soles. El nombre mitjà de persones vivint en cada habitatge era de 2,3 i el nombre mitjà de persones que vivien en cada família era de 2,85.
Per edats la població es repartia de la següent manera: un 23,5% tenia menys de 18 anys, un 9,3% entre 18 i 24, un 28,1% entre 25 i 44, un 22,4% de 45 a 60 i un 16,7% 65 anys o més.
L'edat mediana era de 37 anys. Per cada 100 dones de 18 o més anys hi havia 88,2 homes.
La renda mediana per habitatge era de 28.240 $ i la renda mediana per família de 31.694 $. Els homes tenien una renda mediana de 25.694 $ mentre que les dones 25.050 $. La renda per capita de la població era de 15.396 $. Entorn del 9,1% de les famílies i el 16,3% de la població estaven per davall del llindar de pobresa.